# Hohenrain
Hohenrain ist eine politische Gemeinde im Wahlkreis Hochdorf des Kantons Luzern in der Schweiz. Auf den 1. Januar 2007 wurde die Fusion mit der Gemeinde Lieli rechtskräftig. Die neue Gemeinde heisst weiterhin Hohenrain.

## Geographie
Hohenrain liegt im Osten, Nordosten und Norden von Hochdorf. Zur Gemeinde gehören neben dem namensgebenden Ort Hohenrain die ehemalige Gemeinde Lieli sowie die Ortsteile Ottenhusen, Kleinwangen, Ferren, Günikon und Oberebersol. Daneben befinden sich weitere Weiler, Häusergruppen und Einzelgehöfte auf dem Gemeindegebiet.
Das Dorf selber liegt auf einem südwestwärts liegenden Hang des Lindenbergs. Gleich nördlich des Dorfs liegt in einer Entfernung von 1 km der Weiler Günikon (580 m ü. M.). Durch diese Siedlung fliesst der Stägbach. Nordnordöstlich von Günikon liegt eine grössere Waldpartie, der Güniker Tannwald. Südöstlich des Dorfs liegt der Weiler Oberebersol (560 m ü. M.). Östlich von Oberebersol liegen der Grütwald, der Oberäbersolerwald und der Hiltiwald.
Weiter südlich an der Strasse Hohenrain-Ballwil liegt der Ortsteil Ottenhusen (2 km südsüdöstlich vom Dorf, nahe Ballwil; 524 m ü. M.). An der Grenze zum Kanton Aargau im Osten von Ottenhusen liegen der Tannwald und der Steibruchwald. Nahe Hochdorf, 1,2 km südwestlich von Hohenrain, liegt der Weiler Unterebersol (513 m ü. M.).
Im Nordwesten der Gemeinde liegt der Ortsteil Kleinwangen (549 m ü. M.), der aus den Teilen Unterdorf, Rütihubel und Oberdorf besteht. Gleich südwestlich von Kleinwangen liegt der heute mit dem Unterdorf zusammen gewachsene Weiler Ferren (499 m ü. M.). Durch beide fliesst der Spittlisbach dem Baldeggersee zu. Zwei weitere Bäche fliessen nördlich von Kleinwangen und Ferren in südwestlicher Richtung dem Baldeggersee zu: der Höchibach und der Scheidbach. Ein Teil des Laufs des Letzteren bildet die Grenze zu Gelfingen (Gemeinde Hitzkirch). Nordöstlich von Kleinwangen-Oberdorf liegen der Buechwald und der Wanger Tannwald, in welchem sowohl der Spittlis- wie der Höchibach entspringen.
Die vom Dorf am weitesten entfernten Häusergruppen sind Sennenmoos (hinter dem Chramiswald; 3,7 km südöstlich des Dorfs) und Oberillau (3,6 km nördlich des Dorfs). Der höchste Punkt der Gemeinde befindet sich im Lieliwald auf 850 m ü. M., der tiefste nahe Baldegg auf 472 m ü. M.
Vom Gemeindeareal werden 73,8 % landwirtschaftlich genutzt. 19,4 % sind mit den oben erwähnten Wäldern bedeckt und 6,4 % Siedlungsfläche (Stand 2015/16).
Hohenrain grenzt im eigenen Kanton an Ballwil, Hitzkirch und Hochdorf. Im Osten grenzt es an die aargauischen Gemeinden Abtwil, Auw, Beinwil (Freiamt) und Sins.

## Ortsteile

### Ottenhusen
St. Johannes-Kapelle
Wann die erste Kapelle errichtet wurde, ist nicht bekannt. Es ist möglich, dass sie bereits im 17. Jahrhundert entstand, wie der Historiker Konrad Lütolf 1902 im Geschichtsfreunde schrieb. Damals wurden in der Innerschweiz viele Kapellen erbaut. Das Patrozinium Johannes des Täufers geht auf die Johanniterkommende Hohenrain zurück. Bis zur Zuteilung nach Ballwil um 1812 gehörte Ottenhusen zur alten Pfarrei Hochdorf. Die Kapelle wird erstmals im ältesten Buch der Korporation erwähnt. Es ist dies ein 1762 begonnenes Zinsbuch. Am 19. Juli 1840 beschloss die Korporationsgemeinde Ottenhusen, die Kapelle neu zu erbauen und jene Kosten zu übernehmen, die nicht von Wohltätern beigesteuert würden.

## Bevölkerung
Die Zahl der Einwohner stieg von 1798 bis 1850 stark an (1798–1850: +63,5 %). Dann setzte in der zweiten Hälfte des 19. Jahrhunderts eine massive Abwanderung in die Industriegebiete ein (1850–1900: −16,1 %). Besonders stark war diese von 1850 bis 1870. Von 1900 bis 1920 gab es ein starkes Bevölkerungswachstum (1900–1920: +24,3 %). Bis in die frühen 1980er-Jahre ging die Einwohnerzahl erneut leicht zurück (1920–1980: −7,9 %), im Jahre 1982 wurde mit 1782 Einwohnern ein neuer Tiefststand erreicht. Bis zur Jahrtausendwende wuchs die Bevölkerung wieder mässig stark an (1980–2000: +22,1 %). Bis im Jahre 2015 stieg die Einwohnerzahl noch leicht an (2000–2015: +7,8 %), seither sinkt die Einwohnerzahl wieder kontinuierlich (2015–2020: −4,3 %).
Quellen: 1798–1837: Helvetische und kantonale Volkszählungen; 1850–1980 Volkszählungsergebnisse, 1981–2010 ESPOP, seit 2011 STATPOP

### Sprachen
Die Bevölkerung benutzt als Umgangssprache eine hochalemannische Mundart. Bei der letzten Volkszählung im Jahr 2000 gaben 95,98 % Deutsch, 1,12 % Albanisch und 0,49 % Portugiesisch als Hauptsprache an.

### Religionen – Konfessionen
In früheren Zeiten gehörten alle Bewohner der Römisch-Katholischen Kirche an. Durch Kirchenaustritte und Zuwanderung aus anderen Regionen der Schweiz und dem Ausland hat sich dies geändert. Heute (Stand 2000) gibt es 83,21 % römisch-katholische und 7,63 % evangelisch-reformierte Christen. Daneben findet man 3,75 % Konfessionslose, 1,29 % Muslime und 0,67 % Angehörige anderer nichtchristlicher Religionen (meist Hindus tamilischer Herkunft). Die Muslime sind albanischer, kurdischer und türkischer Abstammung.

### Herkunft – Nationalität
Ende 2020 zählte die Gemeinde 2429 Einwohner. Davon waren 2227 Schweizer Staatsangehörige und 202 (= 8,3 %) Menschen anderer Staatsangehörigkeit. Die grössten Zuwanderergruppen kommen aus Deutschland (72 Menschen), dem Kosovo (22), Portugal (17), Italien (9), Rumänien (8), Polen, Ungarn, Spanien (je 6), Serbien und Eritrea (je 5).

## Geschichte

Luftbild (1964)

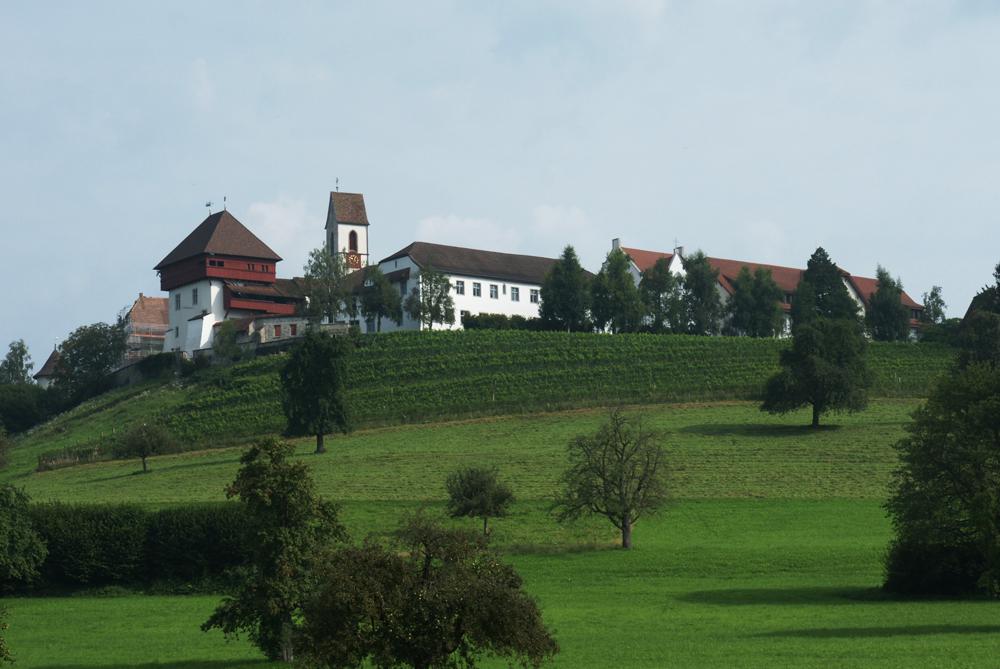
Die Johanniterkommende Hohenrain

Wie der Fund eines Opferdepots von 25 Schwertern aus der Bronzezeit im Gebiet Oberillau belegt, war die Gemeinde schon früh besiedelt. Bei Oberebersol wurden Skelettgräber aus der Latènezeit entdeckt. Auf Gemeindegebiet liegen zudem zahlreiche römische Fundstellen, so bei Ferren, auf der Höhe bei Kleinwangen und in Ottenhusen, wo 1851 bei den Fundamenten einer römischen Villa unter anderem eine Bronzestatue des Gottes Merkur aus der Zeit des Kaisers Trajan geborgen wurde.
In historischer Zeit wird der Ortsteil Ferren als Erster namentlich erwähnt. Er ist im Jahr 893 als Besitztum der Fraumünsterabtei Zürich aufgeführt.
Um 1175/1180 entsteht die Kommende Hohenrain des Johanniterordens (Ersterwähnung 1182/83, die Entwicklung zu einem Konvent mit Prior muss um 1180 abgeschlossen gewesen sein). Alle heutigen Ortsteile unterstanden der Herrschaft dieser Kommende. Bis 1413 steht sie unter der Oberherrschaft der Habsburger. In diesem Jahr wird ein Burgrechtsvertrag mit der Stadt Luzern abgeschlossen. Da in den Jahren 1523 bis 1542 kein Komtur in Hohenrain anwesend ist, übt in dieser Zeit Luzern die Hoheit aus. Im Jahr 1798 kommt die Komturei zum Distrikt Hochdorf, ab 1803 als Gemeinde zum neu geschaffenen Amt Hochdorf. Die Kommende wird 1807 liquidiert und 1847 in den historischen Gebäuden eine Taubstummenanstalt eingerichtet. Heute besteht hier das kantonale Heilpädagogische Zentrum (HPZ) Hohenrain. Vom mittelalterlichen Baubestand der Kommende sind wesentliche Teile aus dem späten 12. und dem 13. Jahrhundert bis heute erhalten.

## Politik

### Gemeinderat
Der Gemeinderat Hohenrain besteht aus fünf Mitgliedern und ist nach Ersatzwahlen 2021 wie folgt aufgestellt (Amtsdauer 2020–2024):
- Alfons Knüsel (CVP): Gemeindepräsident
- Luzia Stocker (CVP): Bildung, Öffentliche Sicherheit
- Rene Bächler (SVP): Verkehr, Baupolizei, Umweltschutz, Volkswirtschaft, Energie
- Marion Schilt (CVP): Gesundheit, soziale Wohlfahrt, Vormundschaftswesen
- Jonas Roth (FDP): Finanzen

Gemeindeschreiber ist Reto Strebel.

### Kantonsratswahlen
Bei den Kantonsratswahlen 2023 des Kantons Luzern betrugen die Wähleranteile in Hohenrain: Mitte 38,60 %, SVP 32,99 %, FDP 14,22 %, Grüne (mit JG) 5,79 %, SP (mit JUSO) 4,66 % und glp 3,74 %.

### Nationalratswahlen
Bei den Schweizer Parlamentswahlen 2023 betrugen die Wähleranteile in Hohenrain: Mitte 35,9 %, SVP 33,5 %, FDP 12,6 %, SP 5,30 %, glp 4,5 %, GPS 4,1 %, übrige 4,1 %.

## Verkehr
Die Gemeinde ist durch die Buslinie Hochdorf–Hohenrain–Hochdorf ans Netz des Öffentlichen Verkehrs angeschlossen. In Hochdorf liegt die nächstgelegene Bahnstation an der Linie Luzern–Lenzburg.
Hohenrain liegt an keiner wichtigen Strassenverbindung. Von Ballwil führt eine Strasse in nördlicher Richtung bis Hämikon. Ausserdem gibt es eine Strasse hinunter nach Hochdorf. Die nächstgelegenen Autobahnanschlüsse sind Sempach in 12 Kilometer und Emmen-Nord in 16 Kilometer Entfernung. Beide liegen an der A2.

## Bilder

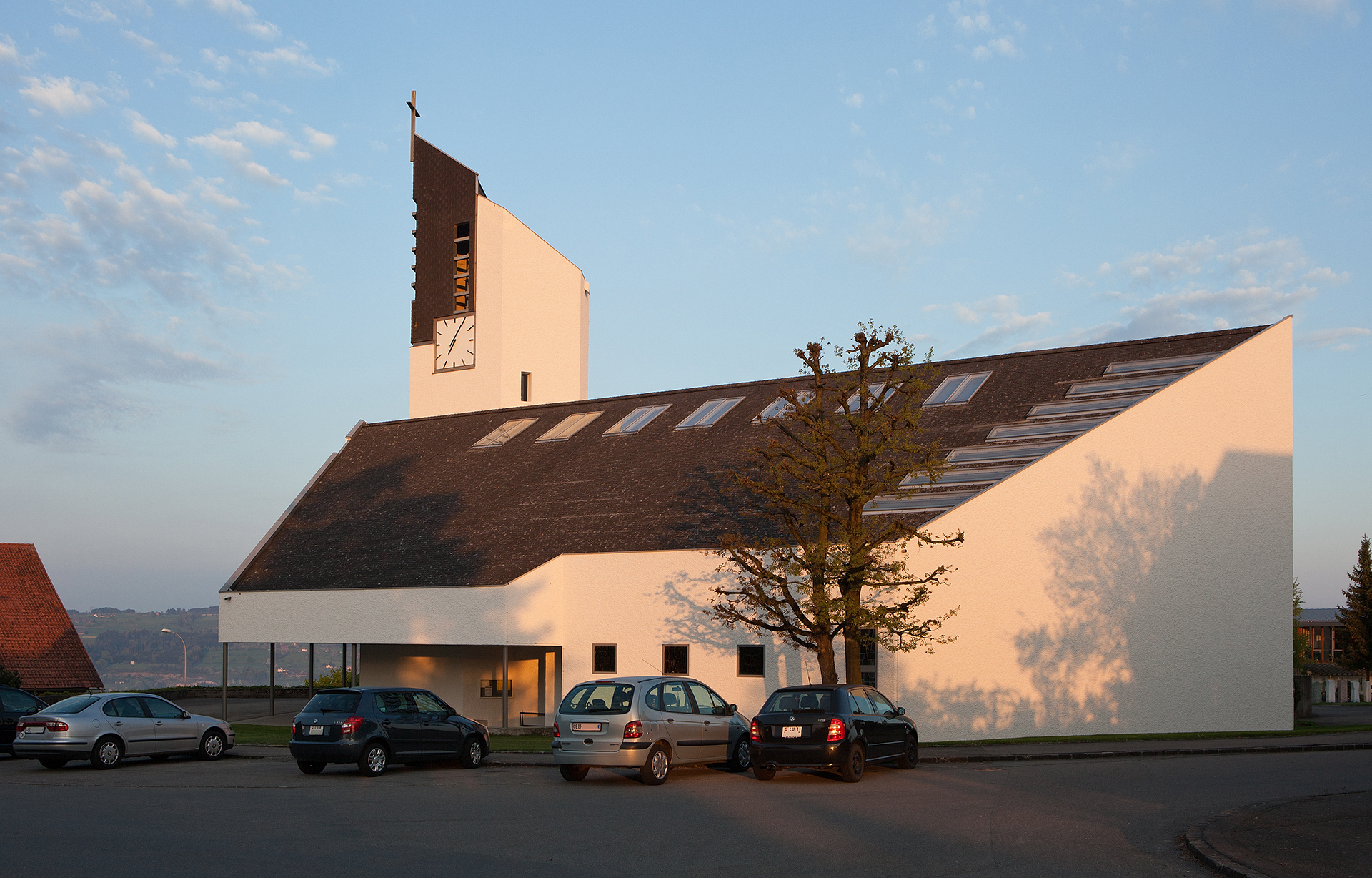
Kirche
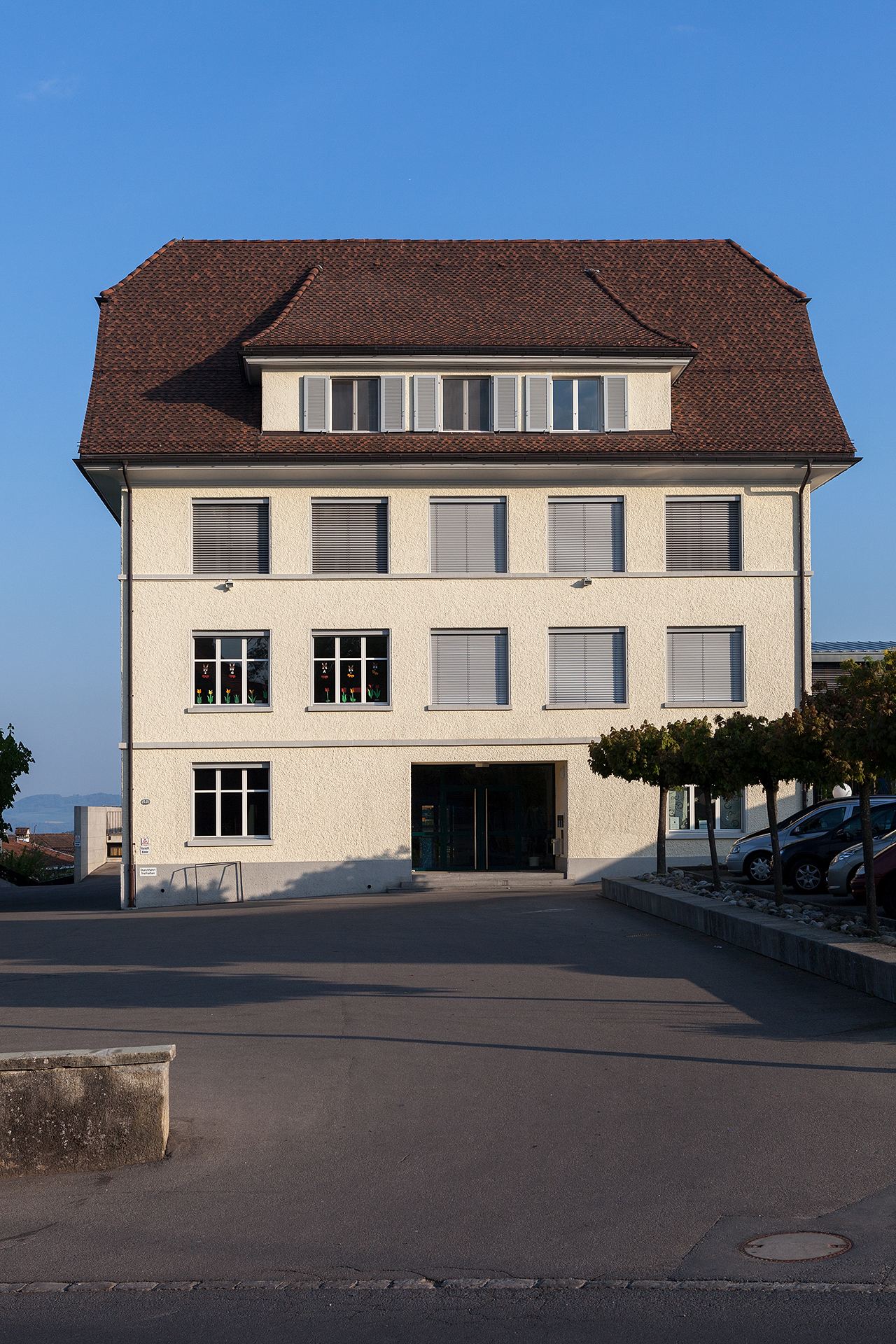
Altes Schulhaus
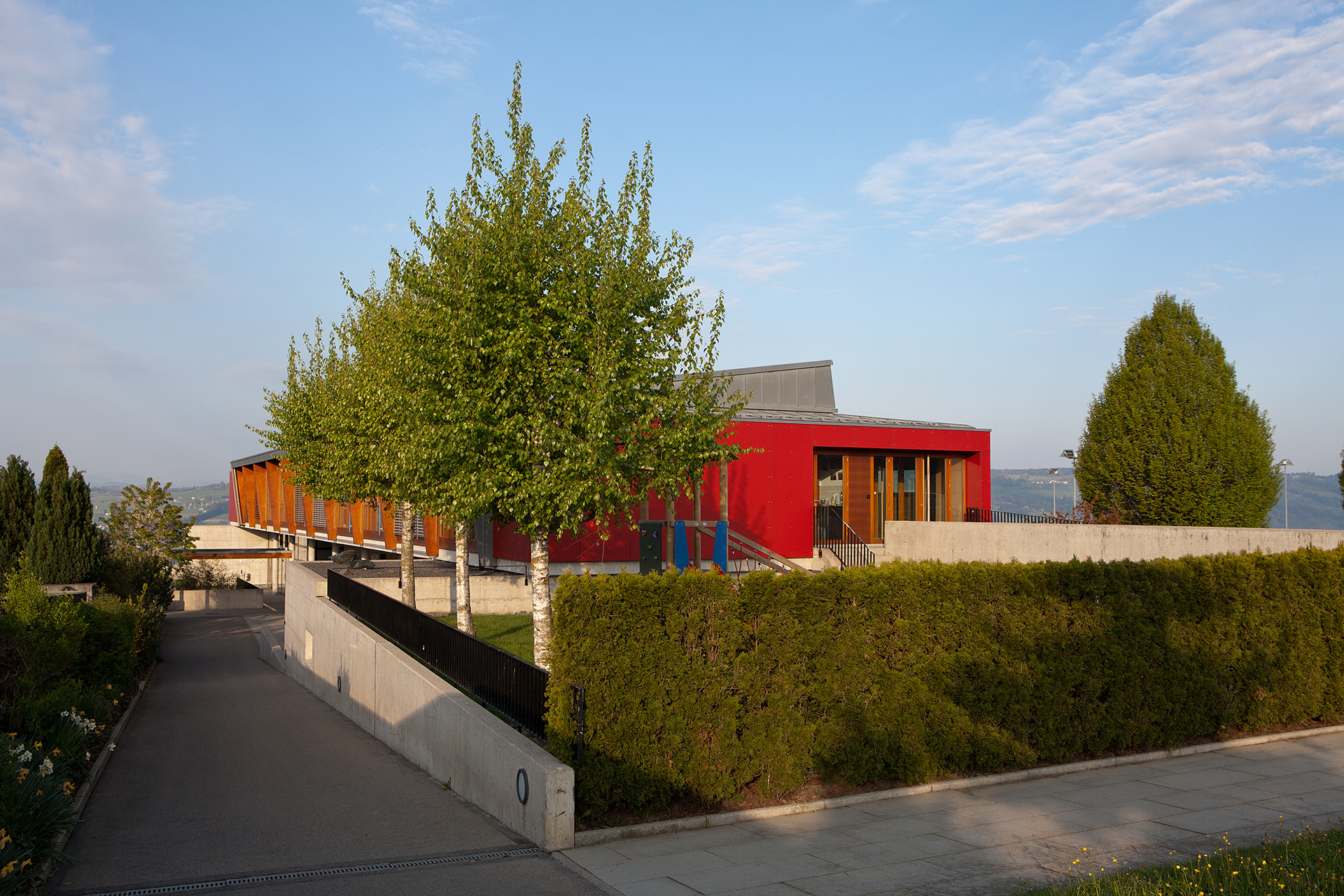
Schulhaus
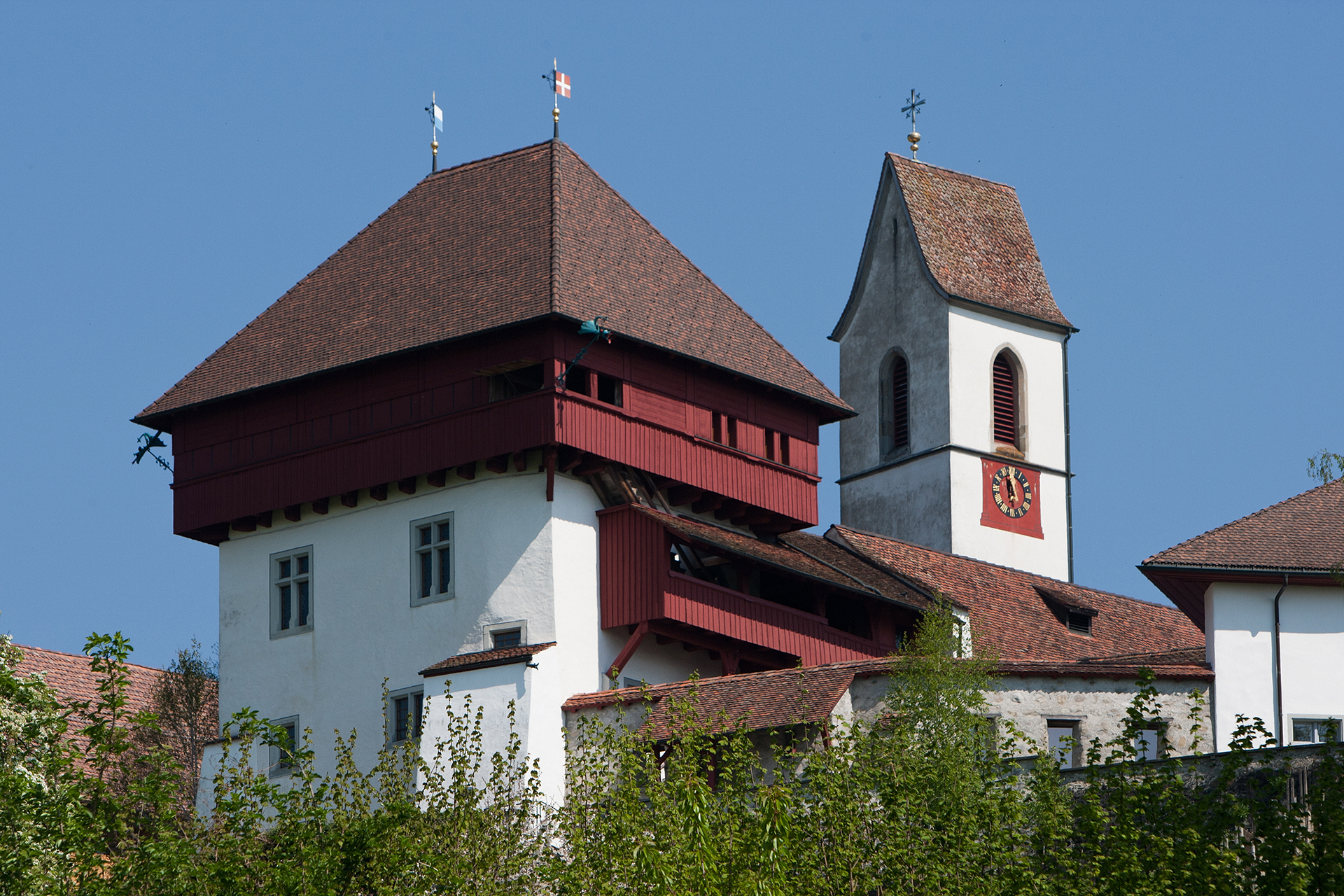
Johanniterkommende
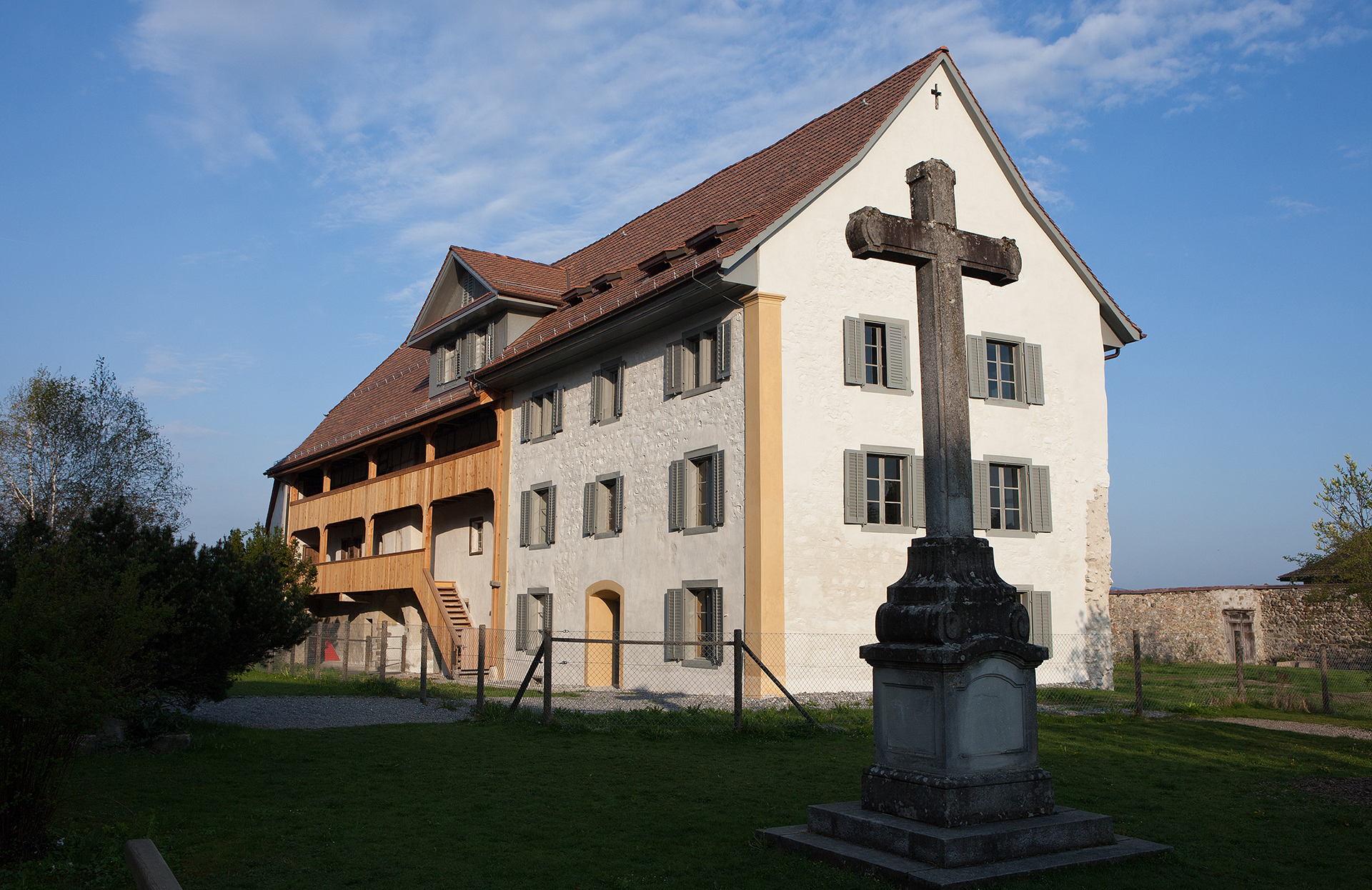
ehem. Pfarrhaus (Johanniterkommende)
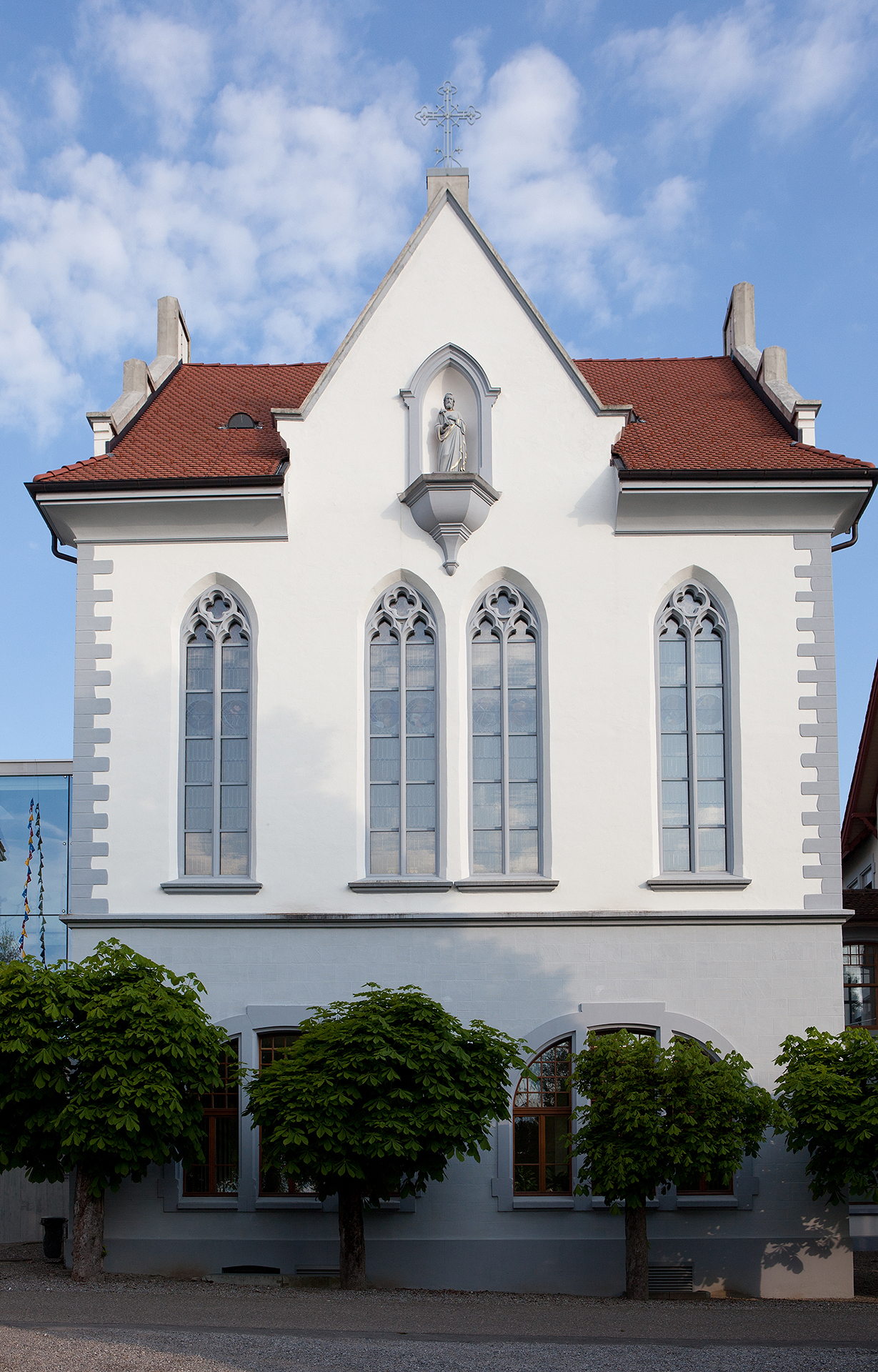
Kapelle (Johanniterkommende)

## Persönlichkeiten
- Josef Leu (1800–1845), Politiker
- Franziska Dosenbach (1832–1917), geboren in Kleinwangen, die spätere Gründerin des Schuhhauses Dosenbach